# Pierre de Gargantua (Neaufles-Auvergny)
La pierre de Gargantua est un menhir situé sur la commune de Neaufles-Auvergny dans le département de l’Eure en France.

## Localisation
Le mégalithe est situé au milieu d’un champ au nord de la commune de Neaufles-Auvergny.

## Description
La Pierre de Gargantua est un bloc de grès de 4 m de haut sur une largeur moyenne de 2,10 m et une épaisseur de 0,85 m. Le pourtour au niveau du sol est de 5,36 m et à hauteur d’homme de 4,20 m

## Historique
Le monument date du Néolithique. Sa plus ancienne mention date de 1298 lorsqu’il est cité dans un titre : « Totam partem situm in parrochia sancti Hylarii de Nealpha in pratis de longa petra ».
Il faut attendre 1829 pour qu’il soit à nouveau mentionné dans un article de Frédéric Galeron qui signale dans sa Notice sur les principaux monuments druidiques du département de l’Orne la présence « à Neauphle d’un obélisque très droit nommé la pierre à affiler de Gargantua ». Le menhir est également mentionné par Auguste Le Prévost en 1832 : « Un autre menhir, de 12 à 13 pieds de haut et de 5 pieds de large environ, est situé au milieu de la prairie de Neaufle-sur-Rille ; comme cette pierre, d’un grès semblable à celui de Chambrais, a le grain assez fin pour qu’on puisse y repasser des outils, on la nomme, dans le pays, la pierre de Gargantua ». Il ajoute qu’on a trouvé près du monument les fondations d’un bâtiment et qu’on les a détruits et que le terrain où est placé le menhir faisait autrefois partie des propriétés de l’abbaye de Lyre.
Le vicomte de Pulligny décrit le mégalithe en 1879 comme « une pierre de 4 m de hauteur portant le nom de Gargantua ». Mais c’est Léon Coutil, président de la Société préhistorique française, qui en donne une description précise dans son « Inventaire des menhirs et dolmens de France : Eure » paru en 1896.
Le menhir est finalement classé au titre des monuments historiques par arrêté du 22 juin 1934.

## Légende
L’utilisation de cette pierre très dure pour aiguiser les outils agricoles a donné naissance à des légendes qui attribuent au géant Gargantua l’apport de cette pierre. Auguste Le Prévost est le premier à rapporter le conte en 1832 : « la tradition vulgaire est que ce géant s’en servait pour aiguiser sa faulx et qu’en passant sur le bord de plaine voisine, après avoir fini sa journée, il la jeta au milieu de la vallée comme un meuble inutile ». La version de la légende publiée en 1879 par le vicomte de Pulligny est légèrement différente : 
« Le seigneur Gargantua, qui voyageait sans cesse par monts et par vaux, se trouva un jour, en plein temps de moisson, près la ville de Rugles ; il examinait les blés, pesant le grain en sa large main, et encourageant les travailleurs de quelque parole advenante. Il arriva en un grand champ avoisinant Neaufles-sur-Risle, et là, apercevant des moissonneurs qui n’en pouvaient mais, vu la grande chaleur du jour : « Eh ! mes pauvres enfants, que de mal et de sueurs pour si mince résultat, dit-il ; laissez-là sapes et faucilles, je vais vous bailler un peu d’aide » ; et courant vers la ville de Rugles, déjà célèbre par ses fonderies de fer, il en rapporta une grande faux, avec laquelle il abattit d’un seul coup la récolte, non sans, toutefois, avoir aiguisé avec cette large pierre qu’il tenait d’une seule main, sa faux qu’oncques ne put jamais retrouver. Quant à la pierre à aiguiser, elle resta plantée sur le sol, à la place même où Gargantua la jeta. Mais si le géant n’en fit plus usage, il n’en fut pas de même des ouvriers du pays qui, depuis lors, s’en servent pour affiler leurs outils. »